# جامع درغوت باشا

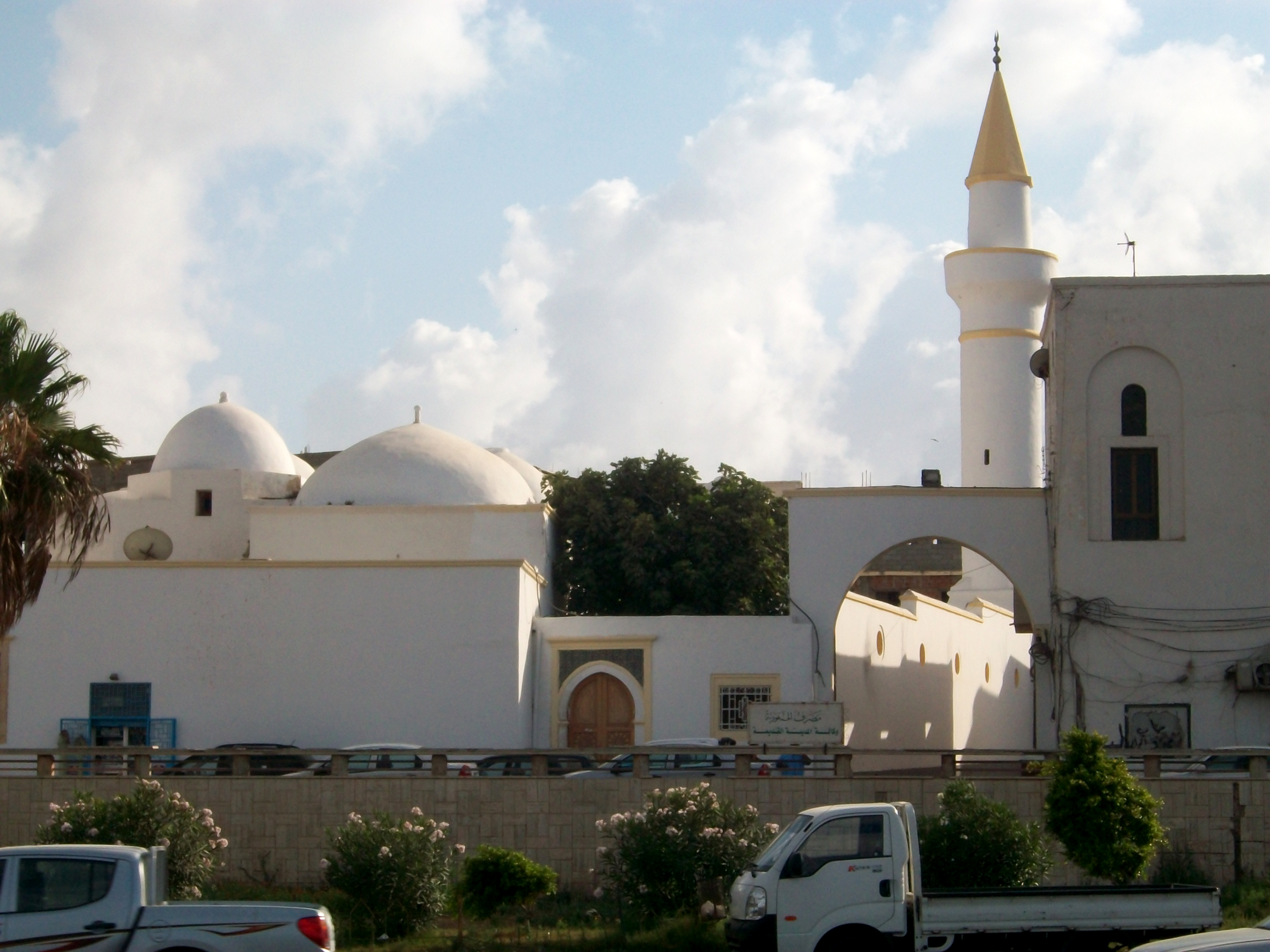
جامع درغوت باشا.

جامع درغوت باشا' :- قدم طارغوث أو درغوت باشا إلى طرابلس سنة 964 هـــ بأمر من السلطان العثماني سليمان القانونى لمساعدة أهل طرابلس في التحرر من فرسان مالطا ووعده بولاية طرابلس وقد استلم ولايتها فعلا بعد الولاية القصيرة لمراد اغا وقد تميزت ولايتة بعدة انجازات عمرانية هامة على الرغم من استشهاده المبكر اثر محاولته تحرير فتح مالطا، فقد اهتم في فترة حكمه بوضع استحكامات وتشييد المبانى وفي جملة ما اقترن باسمه من هذه الإنجازات جامعه الذي بناه بالمنطقة القريبة من باب البحر لمدينة طرابلس.

## سنة التأسيس
يرجع إنشاء هذا الجامع إلى فترة الحم العثماني لمدينة طرابلس ويقال إن هذا الجامع تم تأسيسه حوالي سنة 969 هـــ.

## موقع المسجد
يقع جامع جامع درغوت داخل المدينة القديمة (طرابلس) بالقرب من مدخل طرغوت في الجانب الشمالي للمدينة وبالقرب من حمام درغوت ومدرسة عثمان باشا وكل هده المبانى تقع على زنقة الحمام.
موقع الجامع من موقع ويكمابيا 

## الشكل المعمارى
ويتكون الجامع بوضعه الراهن من مساحة مستطيله الشكل تتوسطها قاعة الصلاة التي صمم تخطيطها على شكل حرف A وإلى الشمال الغربي يمتد فناء طويل نلاحظ به سدة من الحجر وتمتد حتى تلتصق ببناء المسجد، اما بيت الصلاة فهو مقسم إلى ثلاثة اقسام يتكون القسم الأول منه من خمس اروقة تغطيها عشرون قبة دائرية تقوم على اثنى عشر عمودا وقد ظهر على واجهته آيات قرآنية وزخارف تباتية وينتهي المنبر في اعلاه بفبة صغيرة مقامة على أربعة عقود مفصصة اما القسمان الجانبيان من قاعة الصلاة فيتكون كل منهما من ثلاثة اروقة تغطيها 12 قبة دائرية مقامة على اعمدة رومانية وتبلغ مساحة قاعة الصلاة 438 مترا مربعاتقريبا
ويذكر ان المسجد لم يكن بحالته هذه اثر بناء درغوث باشا له لانه تعرض للتدمير في الحرب العالمية الثانية واعيد بناءه بحالته المذكورة سنة 47 م ورغم أن هذا الجامع يعتبر من الناحية الفنية اقل ثراء من جامع احمد باشا وقورجي الا انه يمتاز عن تلك المساجد وغيرها في ليبيا بوجود الشعرة النبوية الشريفة التي احضرها الاتراك العثمانين اثر استشهاد البطل درغوت في معركة مالطا لتوضع في مسجدة وتجاور ضريحة الذي سجى بغرفة بالمسجد تكريما له.
يذكر بأن الشعرة النبوية كان يتم إخراجها من مكانها الحصين مرتين في السنة للزائرين والمصلين من قبل مشائخ معينيين وأبناء الاشراف في مدينة مسلاتة ولايزالون يحتفظون بمفاتيح الخزنة التي توجد بها الشعرة الشريفة حتى اليوم ولم يتم إخراج الشعرة النبوية منذ اواسط السبعينات.

## وصلات خارجية
http://www.tripolitania.com/oldcity/suk/index.html* [ بنوراما ]
http://doc.aljazeera.net/cinema/2009/08/2009830856357945.html* [ نوافذ السماء..... قراءة جمالية لمساجد طرابلس ]